# Ломтука
Ломтука (якут. Лоомтука) — село в Мегино-Кангаласском улусе Якутии. Административный центр и единственный населённый пункт 1-го Тыллыминского наслега.

## География
Село находится в аласе, на расстоянии 36 км (по прямой) к юго-востоку от посёлка городского типа Нижний Бестях, административного центра района.

## История
Основано в 1930 году. Согласно Закону Республики Саха (Якутия) от 30 ноября 2004 года N 173-З N 353-III село Ломтука возглавило образованное муниципальное образование Тыллыминский 1-й наслег.

## Население
| 2002 | 2010 | 2012 | 2013 | 2014 | 2015 | 2016 |
| ---- | ---- | ---- | ---- | ---- | ---- | ---- |
| 798  | ↘701 | ↘688 | ↘681 | ↘676 | ↗682 | ↘674 |
| 2017 | 2018 | 2019 | 2020 | 2021 |      |      |
| →674 | →674 | ↘658 | ↗665 | ↘663 |      |      |

### Национальный состав
Согласно результатам переписи 2002 года, в национальной структуре населения якуты составляли 88 % из 798 чел.

## Улицы
| - ул. Академика Ларионова, - ул. Ветеранов, - пер. Дорожный, - ул. Дружбы, - ул. Звероферма, - ул. И. Арбиты, | - пер. Колхозный, - ул. Комсомольская, - пер. Кузнецкий, - ул. Кыты-Баалы, - ул. Ларионова, - ул. Лесная, | - ул. Ломтукинская, - ул. Молодёжная, - ул. Н.С. Ларионова, - ул. Нагорная, - ул. Новая, - ул. Озёрная, | - пер. Петров-Халлааскы, - ул. Пионерская, - ул. Победы, - пер. Подгорный, - ул. С. Назарова, - ул. Сайдыы, | - ул. Советская, - ул. Совхозная, - ул. Сосновая, - ул. Строителей, - ул. Школьная, - ул. Южная. |

## Экономика
В селе располагалась центральная усадьба совхоза «Тамма», основные производства — мясное скотоводство, мясное табунное коневодство.

## Инфраструктура
В селе действуют средняя общеобразовательная школа, дом культуры, учреждения здравоохранения и торговли.

## Достопримечательности
В селе находится часовня-памятник воинам-землякам, погибшим в годы Великой Отечественной войны.